# Rebasemõisa
Rebasemõisa – wieś w Estonii, prowincji Valga, w gminie Karula.